# 臺北市大同區大橋國民小學
25°03′50″N 121°30′46″E / 25.063884°N 121.512777°E
臺北市大同區大橋國民小學（簡稱大橋國小）為臺灣臺北市大同區的小學，原名創設於1925年（大正十四年、民國十四年）的大橋公學校。

## 校史
大橋國小最初為1925年設立的「大橋公學校」，其校名來自連接臺北大稻埕和三重的橋樑，此橋其最早是光緒年間劉銘傳所興建的「淡水木橋」，當時的木橋有鐵製開關，每天早上及下午各打開一次，讓淡水河的船隻可以通過。此橋後因為遭受颱風水患衝擊，於是在1921年改為鐵製的「臺北橋」，歷經4年在1925年竣工，而學校也在同年創立。
大橋公學校最初以大稻埕第二公學校（今太平國小）為臨時教室，現今的校地在1925年11月動工，1926年9月落成，而大橋公學校便搬至現址。1941年4月，學校改制為「大橋國民學校」。二戰後，改稱「臺北市大同區大橋國民學校」，1968年，因應九年國民教育實施而改稱「臺北市大同區大橋國民小學」。1987年，日治時期的紅磚校舍拆除，改建為現代的校舍及活動中心。2002年，紅磚舊校門及部分校舍因臺北捷運新莊線施工而拆除。2010年，新莊線「大橋頭站」完工，紅磚舊校門遷移回民權西路側。

## 歷任校長
| 任次     | 校長姓名 | 任期           | 備註             |
| 第一任   | 小林正一 | 1925年～1942年 | 兼任雙蓮國小校長 |
| 第二任   | 渡邊正   | 1942年～1945年 | 兼任雙蓮國小校長 |
| 第三任   | 陳銀用   | 1945年～1948年 |                  |
| 第四任   | 李瑪老   | 1948年～1950年 |                  |
| 第五任   | 陳臣火   | 1950年～1957年 |                  |
| 第六任   | 黃錢寶   | 1957年～1969年 |                  |
| 第七任   | 林景雲   | 1959年～1975年 |                  |
| 第八任   | 周泰興   | 1975年～1982年 |                  |
| 第九任   | 紀淑和   | 1982年～1986年 |                  |
| 第十任   | 李文珍   | 1986年～1994年 |                  |
| 第十一任 | 蔡秀媛   | 1994年～2001年 |                  |
| 第十二任 | 林玫伶   | 2001年～2005年 |                  |
| 第十三任 | 蔡若蘋   | 2005年～2011年 |                  |
| 第十四任 | 陳美娥   | 2011年～2016年 |                  |
| 第十五任 | 廖益賢   | 2016年～2020年 |                  |
| 第十六任 | 白玉玲   | 2020年～2024年 |                  |

## 介紹
大橋國小目前有普通班15班，1、3、5年級各有2班、2、4、6年級有3班（陸續增班當中），另外有特教潛能與可愛班，幼兒園有2歲班、3～6歲班等。班級教室皆配置有冷氣、飲水機,、教學用電子白板與單槍投影機。廁所有專人協助打掃，學生課後社團種類眾多（創客、羽球、游泳、桌球、跆拳道、直排輪、舞蹈、桌遊、積木、棋藝、美術、課輔等），校隊目前有民俗舞蹈隊、泳隊、桌球隊、樂樂棒球隊、多語文競賽團隊等等。

## 學區
- 景星
- 隆和1鄰、5~7鄰、9鄰、12鄰、13鄰、15~19鄰
- 隆和里10鄰

## 校歌
大橋國小校歌
詞 祁六梧  曲 顏勇儀
靜靜的淡水河 ，長長的台北橋
橋邊的學校，是美麗的大橋
壯麗的校舍，青蔥的花木
蝴蝶花間飛舞，小鳥枝頭叫
師長的學問好，我們志氣高
愛國服務是我們的目標
大橋少年 活潑又上進，像淡水河的水
不斷的流過，長長的台北橋